# Mel Made Me Do It
Mel Made Me Do It è un singolo del rapper britannico Stormzy, pubblicato il 23 settembre 2022.
Il brano contiene parti vocali non accreditate del cantante giamaicano Stylo G e dell'attrice britannica Michaela Coel.

## Tracce
Testi e musiche di Michael Omari, Alan Lomax e Andrew Jason Brown.
1. Mel Made Me Do It – 7:20